# Collinas Erben
Collinas Erben war der Titel eines Fußball-Podcasts, der das von Oktober 2012 bis April 2023 das aktuelle Fußballgeschehen aus der Perspektive von Schiedsrichtern beleuchtete. Er wurde von Klaas Reese, Sportjournalist und Lehrer, und Alex Feuerherdt, Lektor, Publizist und Schiedsrichterlehrwart im Fußballkreis Köln, betrieben. Insgesamt wurden 121 Folgen produziert, die in unregelmäßigem Abstand erschienen. Der Titel des Podcasts würdigt den ehemaligen FIFA-Schiedsrichter Pierluigi Collina.

## Hintergrund und Inhalte
Ursprüngliche Zielsetzung des damals „ersten und einzigen Schiedsrichter-Podcasts“ Deutschlands war es, die 17 Fußballregeln zu erklären und zu einem besseren Verständnis für Schiedsrichter und ihre Entscheidungen beizutragen. Bereits frühzeitig beantworteten Reese und Feuerherdt aber auch Fragen der Hörer, gingen auf konkrete Schiedsrichterleistungen und -entscheidungen in der Fußball-Bundesliga, im DFB-Pokal und im internationalen Fußball sowie die Weiterentwicklung des Fußball-Regelwerks und deren Auslegung ein. Insbesondere das Handspiel sowie die Anwendung des Videobeweises wurden häufig besprochen. Hinzu kamen Interviews mit bekannten Schiedsrichterinnen und Schiedsrichtern (u. a. mit Bibiana Steinhaus, Sascha Stegemann, Lutz Michael Fröhlich, Knut Kircher und Patrick Ittrich) sowie die Würdigung verstorbener Schiedsrichterpersönlichkeiten.
Das Podcast-Angebot wurde ergänzt durch einen von den Autoren betriebenen Twitter-Kanal mit rund 50.000 Followern, in dem aktuelle Schiedsrichterleistungen diskutiert und kommentiert wurden. Im September 2022 deaktivierten die Macher von Collinas Erben u. a. wegen vieler Beleidigungen und Herabwürdigungen durch andere Twitter-Nutzer ihren Twitter-Account, aktivierten diesen aber wieder kurzzeitig im November 2022 zur bevorstehenden Fußball-Weltmeisterschaft.
Ebenfalls unter dem Titel Collinas Erben kommentierte Feuerherdt bis Mai 2023 jeweils montags im Internetangebot von n-tv die Schiedsrichterleistungen des zurückliegenden Bundesliga-Spieltags.
Von Februar 2021 bis Mai 2023 strahlte Sky Sport News an Bundesliga-Spieltagen die Sendung Collinas Erben – das Schiedsrichter-Magazin aus, in der Alex Feuerherdt als Schiedsrichter-Experte strittige Entscheidungen besprach.

## Wirkung und Würdigung
Collinas Erben trafen auf große Resonanz. Er galt als einer der besten Fußball-Podcasts Deutschlands und wurde auch von weniger fußball-affinen Medien weiterempfohlen.
Geschätzt wurden die „sachliche und gute Einordnung des Geschehens“, die „exzellenten Analysen“, aber auch der Unterhaltungswert Bemängelt wurde hingegen „die sehr unregelmäßige Erscheinungsweise“. Kritisiert wurde außerdem, der Podcast habe Schiedsrichter häufig „reingewaschen“ und nur offensichtliche Fehler als solche benannt.
Die von Collinas Erben verbreiteten Kommentierungen von Schiedsrichterleistungen und -entscheidungen wurden regelmäßig auch von den etablierten Medien aufgegriffen, u. a. von Spiegel Online, von sport1, vom Deutschlandfunk, von der Welt, von 11 Freunde sowie der Sportschau.
Alex Feuerherdt erarbeitete sich durch Collinas Erben eine hohe Reputation und war als Schiedsrichterexperte auch in Fernsehinterviews zu sehen.

## Auszeichnungen
- Deutsche Akademie für Fußball-Kultur: Fußball-Podcast des Jahres – easyCredit Fanpreis 2018 (3. Platz)[26]